# Ann McLaughlin Korologos
Ann McLaughlin Korologos, née Ann Lauenstein le 16 novembre 1941 à Chatham Borough (New Jersey) et morte le 30 janvier 2023 à Salt Lake City (Utah), est une femme politique américaine.
Membre du Parti républicain, elle est secrétaire au Travail entre 1987 et 1989 dans l'administration du président Ronald Reagan.

## Biographie

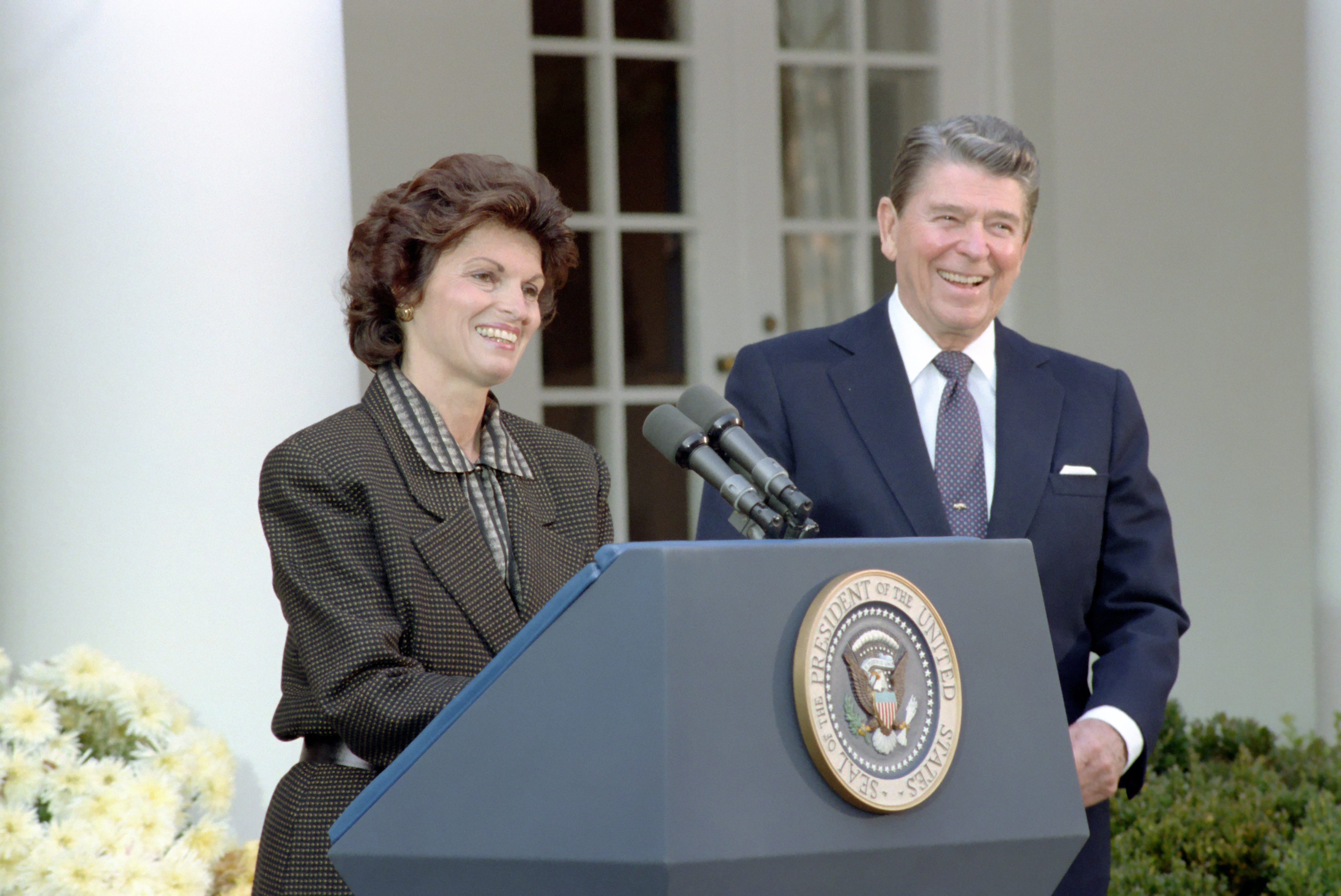
Ronald Reagan et Ann McLaughlin lors de l'annonce de sa nomination comme secrétaire au Travail.

### Vie privée
Mariée en premières noces avec M. Dore, elle se remarie en 1975 l'animateur de télévision John McLaughlin. Elle divorce à nouveau en 1992 et épouse le diplomate Tom C. Korologos.